# Vaišvilkas
Vaišvilkas ali Vaišelga je bil od leta 1264 do 1267 veliki knez Litve, * 1223, † 1267.
Bil je sin Mindaugasa, prvega in edinega krščanskega kralja Litve.
O Vaišvilkasovi mladosti ni nič znanega, saj je v zgodovinske vire zašel šele leta 1254, ko je v imenu svojega očeta, kralja Mindaugasa, sklenil sporazum z Danijelom Gališko-Volinskim.  Galicija-Volinija je s sporazumom Litvi odstopila Črno Rutenijo s središčem v Navagrudaku. Sporazum so utrdili s poroko Danijelovega  sina Švarna z Vaišvilkasovo sestro. Vaišvilkas je bil imenovan za kneza nekaterih od teh dežel. Po krstu  po grškem pravoslavnem obredu, je Vaišvilkasa  versko življenje tako močno pritegnilo, da je svoj naslov in zemljišča prenesel na Romana Daniloviča, sina Danijela Gališkega. Na bregu reke Nemen je ustanovil samostan, tradicionalno identificiran kot  samostan Lavrašev, in vanj vstopil kot menih. Odpravil se je na romanje na goro Atos v Grčiji, vendar zaradi vojn na Balkanu ni dosegel cilja in se je vrnil v Navagrudak.
Leta 1264 je ušel atentatu, ki sta ga izvedla Treniota in Daumantas Pskovski na njegovega očeta in dva njegova brata. Trenioto so še istega leta umorili nekdanji Mindaugasovi služabniki. Vaišvilkas se je povezal s svojim svakom Švarnom iz Galicije-Volinije. Uspelo jima je prevzeti oblast v Črni Ruteniji in Veliki litovski kneževini in začeti vojno proti Nalšiji in Deltuvi, dvema glavnima središčema odpora poti Mindaugasu in Vaišvilkasu.  Daumantas, knez Nalšije, je bil prisiljen pobegniti v Pskov. Suksė, drugi vplivni knez iz Nalšije, je pobegnil v Livonijo. Vaišvilkas je postal veliki knez Litve. Kot kristjan se je trudil ohraniti prijateljske odnose s Tevtonskim viteškim redom in Livonskim redom. Z Livonijo je podpisal mirovni sporazum glede trgovine na reki Zahodni Dvini. Litovska podpora velikemu pruskemu uporu je prenehala in oba vojaška redova sta se obrnila  proti Semigalom in Kuronom. Vaišvilkas skupaj s Švarnom leta 1265 napadel Poljsko, da bi se maščeval za poraz Jatvingov leto prej.
Ko se je Vaišvilkas leta 1267 odločil, da se vrne v meništvo, je naslov velikega kneza prenesel na Švarna. Leto kasneje ga je Švarnov brat Leon I. Gališki ubil, ker polovico oblasti ni prenesel nanj. Pokopan je bil v bližini cerkve Marijinega vnebovzetja v Volodimirju.

## Ime
Izvirno litovsko ime tega velikega vojvode je zmedlo številne jezikoslovce in zgodovinarje. Njihove rekonstrukcije so privedle do dveh verodostojnih različic imena: Vaišvilkas, ki temelji na Vojšvilku, in Vaišelge, ki temelji na Vojšalku. Ime Vaišvilkas je prvi rekonstruiral Kazimieras Būga. Prvi del dvodelnega imena vaiš- ni sporen in je izpričan v številnih podobnih imenih. Drugi del, -vilkas, ki pomeni volk, je v litovskih imenih zelo redek ali sploh ne obstaja. To je vodilo do hipoteze, da bi morala biti začetna oblika imena Vaišvilas. Različica Vaišelga/Vaišalga se je v zgodovinskih spisih bolj uveljavila, čeprav izvor elementa -alg in -elg ni povsem jasen. Sčasoma so nekateri raziskovalci celo domnevali, da je imel dve imeni, in da je eno od njiju bilo Vaišvilas.